# 몬테펠트로가

몬테펠트로 가문 문장

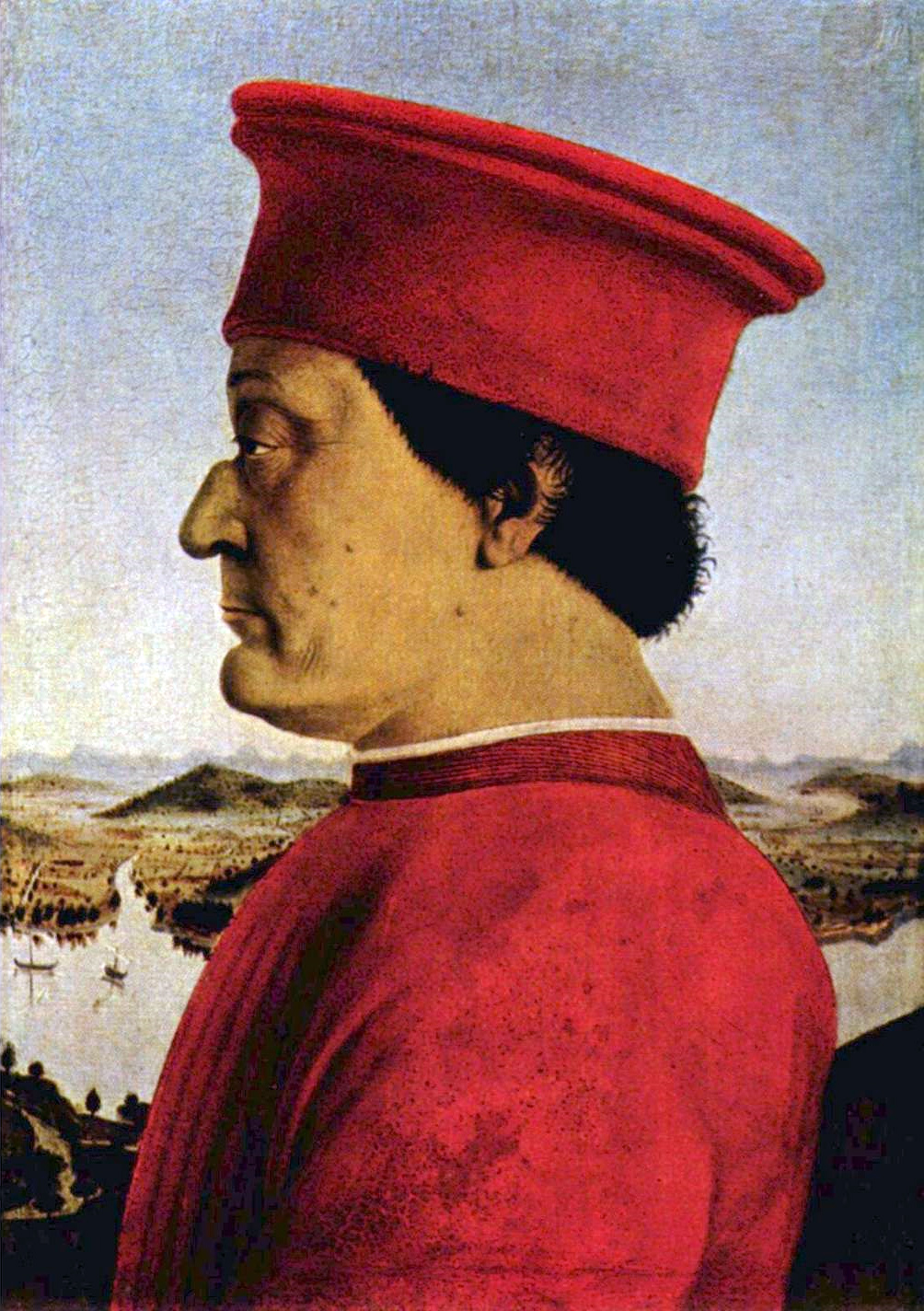
피에로 델라 프란체스카가 그린 페데리코 3세 다 몬테펠트로의 초상화.

몬테펠트로 가문(Da Montefeltro)은 우르비노와 리미니를 지배했던 옛 이탈리아의 귀족 가문이다.
가문의 역사는 프리드리히 2세가 1226년에 부온콘테 1세(Buonconte I)와 그의 형제 타데오(Taddeo)를 우르비노 공작으로 임명하면서 시작되었다. 그들과 그들의 후손은 마르케와 로마냐의 기벨린 파 지도자들이였다.
부온콘테는 몬테펠트라노에게 자리를 물려주었고, 다시 프랑스와 교황령 동맹과 싸웠던 포를리의 사령관이였던 구이도 1세에게 물려주었다. 교황 보니파시오 8세는 일련의 전쟁에서 행한 구이도 1세의 죄를 사해주고 팔레스트리나와 콜론나 가문을 상대로 하는 전쟁에 그를 고용한다.
구이도의 후계자인 페데리코 1세(1296–1322)는 성좌로부터 파노, 오시모, 레카나티, 구비오, 스폴레토, 아시시를 얻어 그의 지배력을 늘렸다. 그는 높은 세금으로 인해 암살당하고 우르비노는 교황의 지배권하에 놓이게 된다. 하지만 1323년 페데리코의 아들 놀포 (1323–1359)가 우르비노의 군주로 선언되었다. 1355년에 교황 특사로서 알보르노스 추기경이 이탈리아에 교황의 영향력 회복을 위해 찾았고 우르비노는 한번 더 성좌의 영향력 하에 놓이게 됐다. 놀포의 아들 페데리코는 영향력하에서 벗어나게 됐고, 그의 아들 안토니오(1377–1403)는 성좌로부터 우르비노에서 그의 영향력을 회복하기 위한 마르케와 움브리아의 반란을 일으킬 기회를 얻게 되었다.
구이단토니오 (1403–1443)는 교황 마르티노 5세에 의해 스폴레토 공국의 통지자로 임명되었고 브라초 다 몬토네를 상대로 전쟁에 돌입한다. 그의 아들 오도 안토니오(Oddo Antonio)는 권좌를 잡은지 몇달 만에 암살을 당하였다. 그리하여 우르비노는 비토리노 다 펠트레(Vittorino da Feltre) 학교의 문하생이자 예술을 사랑하던 구이단토니오의 합법적인 아들인 페데리코 3세(1444–1482)에게 권좌를 제안한다. 그의 통치하에서 우르비노는 르네상스 문화의 중심지가 되었다. 그는 시지스몬도 판돌포 말라테스타와 앙주의 르네, 피렌체와의 전쟁에 연루된다. 교황 식스토 4세는 그를 우르비노 공작직(1474)을 부여한다.
구이도발도(1492–1508)는 체사레 보르자의 군대로부터 우르비노를 탈출했다. 그는 그의 자매의 아이였던 프란체스코 마리아 1세 델라 로베레 (1508–38)를 입양했고, 시니갈리아(Sinigaglia)의 시뇨리아와 우르비노를 통합시킨다. 그는 교황 율리오 2세를 상대로 로마냐 재정복을 벌였다. 교황 레오 10세는 프란체스코로부터 그의 영토를 빼앗아, 로렌초 2세 데 메디치 주었다가 다시 프란체스코에게 준다.

## 같이 보기
- 우르비노의 군주
- 델라 로베레 가문